# Estepa de San Juan
Estepa de San Juan – gmina w Hiszpanii, w prowincji Soria, w Kastylii i León, o powierzchni 10,45 km². W 2011 roku gmina liczyła 8 mieszkańców.